# سيلفيا تاونسند وارنر
سيلفيا تاونسند وارنر (بالإنجليزية: Sylvia Townsend Warner)‏ (6 ديسمبر 1893، حي هرو لندن في المملكة المتحدة - 1 مايو 1978 في المملكة المتحدة)؛ كاتِبة، شاعرة، مترجمة وروائية بريطانية.

## روابط خارجية
- سيلفيا تاونسند وارنر على موقع الموسوعة البريطانية (الإنجليزية)
- سيلفيا تاونسند وارنر على موقع ميوزك برينز (الإنجليزية)
- سيلفيا تاونسند وارنر على موقع إن إن دي بي (الإنجليزية)